# Agua Caliente, Guanajuato
Agua Caliente är en ort i Mexiko.   Den ligger i kommunen Acámbaro och delstaten Guanajuato, i den södra delen av landet, 180 km väster om huvudstaden Mexico City. Agua Caliente ligger 1 864 meter över havet och antalet invånare är 700.
Terrängen runt Agua Caliente är platt åt nordväst, men åt sydost är den kuperad. Runt Agua Caliente är det ganska tätbefolkat, med 111 invånare per kvadratkilometer. Närmaste större samhälle är Acámbaro, 5,1 km väster om Agua Caliente. I omgivningarna runt Agua Caliente växer huvudsakligen savannskog.